# 3-я отдельная гвардейская бригада специального назначения

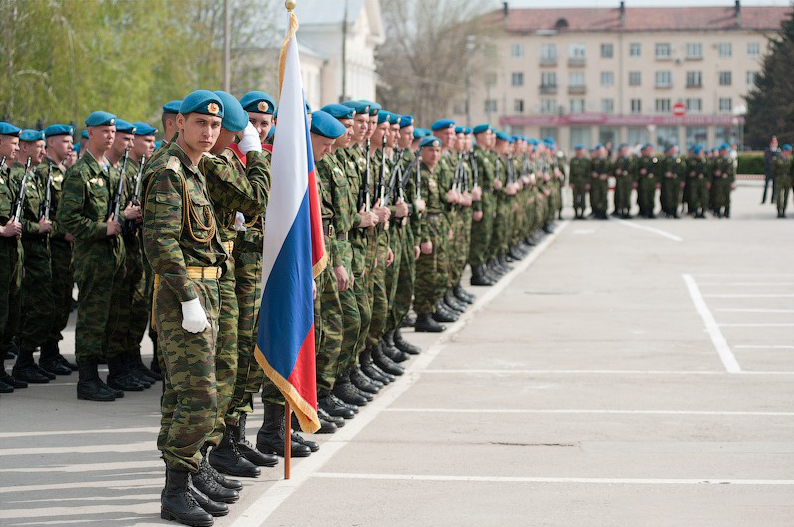
Перед Парадом в честь Дня Победы, г. Тольятти (2011 год).

3-я отдельная гвардейская Варшавско-Берлинская орденов Жукова и Кутузова, Краснознамённая, ордена Суворова бригада специального назначения (сокр. 3 обрспн, в/ч 21208) — тактическое соединение специального назначения в составе Главного управления Генерального штаба Вооружённых сил Российской Федерации (в советский период — в составе Главного разведывательного управления Генерального штаба ВС СССР).
День части — 26 марта.

## История

### Предыстория
Несмотря на то, что непосредственно бригада появилась в 1966 году, отдельные части, из которых она формировалась, имеют более долгую историю.
Традиционно отсчёт хронологии в бригаде ведётся с 5-го отдельного мотоциклетного полка. Полк был создан директивой Генерального штаба ВС СССР на базе 238-й танковой бригады 26 марта 1944 года. С 14 июля 1944 года полк принимал участие в боевых действиях, сражаясь в составе 1-го Белорусского фронта.
За образцовое выполнение заданий командования, за овладение городами Люблин, Гарволин, Желехув указом Президиума Верховного Совета СССР от 9 августа 1944 года полк был награждён орденом Красного Знамени. 1 декабря 1944 года полку было присвоено почётное наименование «Гвардейский».
За успешное выполнение заданий командования по освобождению Варшавы приказом Главнокомандующего от 10 февраля 1945 года полку было присвоено наименование «Варшавский».
За образцовое выполнение боевых заданий командования, за овладение городами Вольденберг, Цеден указом Президиума Верховного Совета СССР от 26 апреля 1945 года полк был награждён орденом Суворова III степени.
За участие в штурме и взятии Берлина приказом ВГК от 11 мая 1945 года полку было присвоено наименование «Берлинский». С октября 1945 года 5-й отдельный гвардейский мотоциклетный Варшавско-Берлинский Краснознамённый ордена Суворова полк 2-й гвардейской танковой армии находился в военном городке Тифенбрунн.
1 апреля 1947 года 5-й отдельный гвардейский мотоциклетный полк был расформирован, а на его базе был создан 48-й отдельный гвардейский мотоциклетный батальон. А в соответствии с директивой Генерального штаба № Орг/267486 от 20 сентября 1954 года в целях улучшения организации разведывательных частей 28 ноября 1954 года 48-й отдельный гвардейский мотоциклетный батальон был переформирован в 48-й отдельный гвардейский разведывательный батальон.
Директивой Генерального Штаба № Орг/6/111560 от 9 июля 1966 года 48-й отдельный гвардейский разведывательный Варшавско-Берлинский Краснознамённый ордена Суворова батальон был расформирован.

### Советский период
3-я отдельная гвардейская бригада специального назначения была создана в 1966 году на основании Директивы главнокомандующего
Группы советских войск в Германии (ГСВГ).
Она формировалась в гарнизоне Вердер (Хафель) на базе 26-го отдельного батальона специального назначения, а также 27-го отдельного батальона специального назначения, 48-го отдельного гвардейского и 166-го отдельного разведывательных батальонов.

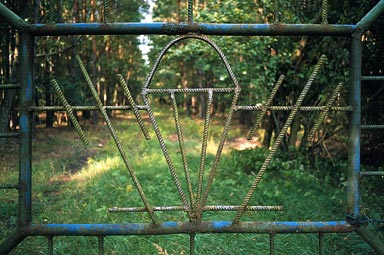
Ворота части в г. Нойтимен.

Бригада дислоцировалась в городе Фюрстенберг. Часть подразделений бригады до 1975 года дислоцировалось в Нойштрелице, затем в городе Нойтимен.
Одной из основных задач бригады в 1960—1980-х годах являлось обнаружение и уничтожение мобильных ракетных комплексов потенциального противника.
С 1981 по 1985 год бригада как лучшая часть награждалась переходящим Красным Знаменем Военного Совета ГСВГ.
В 1990 году бригада заняла первое место на ежегодном смотре спортивно-массовой работы в сухопутных войсках.
С января 1991 года по июнь 1992 года 330-й ооСпН дислоцировался в Риге (Латвия).
В апреле 1991 года, на основании директивы Министерства обороны СССР № 314/1/01500 от 7 ноября 1990 года, бригада была передислоцирована в посёлок Рощинский Самарской области и подчинена командующему ПУрВО.

### Федеральный период
В 2001 году на базе бригады проводились соревнования по тактико-специальной подготовке на первенство Вооружённых Сил Российской Федерации с участием представителей вооружённых сил Белоруссии.
В 2007 году 512-й отдельный отряд специального назначения принимал участие в учениях «Мирная миссия».
В 2010 году бригада передислоцирована из Рощинского в Тольятти (Центральный военный округ), где разместилась в военном городке расформированного Тольяттинского военного технического института.

## Состав
- управление бригады (в/ч 21208) и подразделения при ней:
- Отряд специальной радиосвязи (оСРС);
- Рота специального вооружения (РСВ);
- Рота материального обеспечения (РМО);
- Рота охраны и сопровождения (РОиС);
- Школа младших специалистов (ШМС);
- Инженерно-сапёрный взвод (ИСВ);
- Инженерно-технический взвод (ИТВ);
- Медицинский пункт бригады (МПБр).
- 1-й отряд специального назначения (1 оСпН [1-й батальон]):
  - 1 рота специального назначения (1 рСпН);
  - 2 рота специального назначения (2 рСпН);
  - 3 рота специального назначения (3 рСпН);
  - Группа корреспондентской связи (ГрКС);
  - Группа минирования (ГрМ).
- 790-й отдельный отряд специального назначения (790 ооСпН [2-й батальон], в/ч 06212):
  - 4 рота специального назначения (4 рСпН);
  - 5 рота специального назначения (5 рСпН);
  - 6 рота специального назначения (6 рСпН);
  - Рота материального обеспечения (РМО);
  - Рота связи;
  - Взвод охраны и сопровождения (ВОиС);
  - Группа минирования (ГрМ);
  - Инженерно-сапёрный взвод (ИСВ);
  - Медицинский взвод (2 МВ).
- 791-й отдельный отряд специального назначения (791 ооСпН [3-й батальон], в/ч 08332):
  - 7 рота специального назначения (7 рСпН);
  - 8 рота специального назначения (8 рСпН);
  - 9 рота специального назначения (9 рСпН);
  - Рота материального обеспечения (РМО);
  - Рота связи;
  - Взвод охраны и сопровождения (ВОиС);
  - Группа минирования (ГрМ);
  - Инженерно-сапёрный взвод (ИСВ);
  - Медицинский взвод (3 МВ).

## Боевые операции

### Таджикистан
С 28 сентября 1992 по 24 ноября 1992 года оперативная группа из состава бригады участвовала в боевых действиях в Таджикистане. Солдаты бригады обеспечивали развёртывание 201-й мотострелковой дивизии, охраняли военные и государственные объекты, прикрывали эвакуацию американского посольства, сопровождали колонны с гуманитарными грузами.

### Первая чеченская война
17 февраля 1995 года 1-й батальон (509-й ооСпН) 3-й бригады (в/ч 21353) с помощью самолётов Ил-76 был переброшен в Моздок, после чего выдвинулся колонной на Ханкалу.
Батальон занимался разведкой окрестностей города Аргун, в том числе обнаружил брод, по которому в дальнейшем переправлялась техника для окружения города. В районе села Комсомольское батальон штурмом брал высоту, контролируемую противником.
В ночь с 20 на 21 марта 1995 года батальон совместно с разведротой 165-го полка морской пехоты захватили высоту 236,7 (гора Гойтен-Корт), так началась операция по разоружению незаконных формирований в районе населённых пунктов Аргун и Мескер-Юрт.
В дальнейшем отряд воевал под Гудермесом и Шали. С 31 мая 1995 года отряд был выведен в место постоянной дислокации.

### Косово
Сводный отряд бригады принимал участие в миротворческой миссии в Косово с июля 1999 года по октябрь 2001 года.

### Вторая чеченская война
Подразделения бригады принимали участие в боевых действиях с апреля 2002 года по январь 2007 года.

### Афганистан
С 21 июля 2001 года на базе 1-го батальона бригады был сформирован сводный отряд, который до ноября 2004 года обеспечивал охрану российских представительств в Кабуле.

### Сирия
Личный состав привлекался к участию в военной операции России в Сирии. Из открытых источников известно о некоторых потерях по крайней мере двух бойцов.

### Украина
Бригада принимала участие в нападении России на Украину. По открытым источникам, бригада находится в числе понёсших наибольшие потери из числа подразделений армейского спецназа принимавшего участие в войне против Украины. На апрель 2023 года бригада потеряла по меньшей мере 60 солдат и офицеров. По оценкам экспертов, на начало октября в результате гибели или ранения из рядов бригады могли выбыть более 200 человек.
Как минимум девять человек бригады погибло и один был тяжело ранен при отступлении из Лимана.

### Официально неподтверждённые данные

#### Вооружённый конфликт на востоке Украины
В ходе вооружённого конфликта на востоке Украины, официальными лицами и средствами массовой информации данного государства неоднократно выдвигались обвинения в адрес России в веде́нии гибридной войны, в частности скрытном участии воинских формирований Вооружённых Сил Российской Федерации на стороне самопровозглашённых Донецкой (ДНР) и Луганской (ЛНР) Народных Республик, в том числе и подразделений 3-й отдельной гвардейской бригады специального назначения. В последнем случае обвинения основывались на захвате в плен, в одном из боестолкновений 16 мая 2015 года в районе населённого пункта Счастье, двоих раненных граждан Российской Федерации — Евгения Ерофеева и Александра Александрова, впоследствии на допросе показавших, что они являются действующими российскими военнослужащими из состава 3 обрСпН, дислоцированной в Тольятти.
Российской стороной и официальными представителями ЛНР эти обвинения неоднократно отвергались. При этом утверждалось, что вышеуказанные российские граждане на момент своего участия в данном конфликте военнослужащими российской армии не являлись, так как уволились из её рядов за некоторое время до описываемых событий, и воевали в составе Народной милиции ЛНР в качестве добровольцев. Также ставились под сомнение результаты их допросов, которые предположительно были получены либо путём физического и психологического давления, либо с применением к пленным психотропных препаратов.

## Награды и почётные наименования
Награды и почётные наименования, унаследованные от 5-го отдельного гвардейского мотоциклетного полка
- орден Красного Знамени (9 августа 1944 года);
- почётное наименование «гвардейский» (1 декабря 1944 года);
- почётное наименование «Варшавский» (10 февраля 1945 года);
- орден Суворова III степени (26 апреля 1945 года);
- почётное наименование «Берлинский» (11 мая 1945 года).

Другие награды 3-й отдельной гвардейской бригады специального назначения
- юбилейный почётный знак в ознаменование 50-летия образования Союза ССР (13 декабря 1972 года);
- Георгиевское знамя (4 мая 2010 года)[8][9].
- орден Жукова (2020)[10]
- орден Кутузова (2023)[11]

## Командиры
- гвардии полковник Гришаков Алексей Николаевич (октябрь 1966 — сентябрь 1971);
- гвардии полковник Ятченко Николай Михайлович (сентябрь 1971 — ноябрь 1975);
- гвардии полковник Жаров Олег Михайлович (ноябрь 1975 — сентябрь 1978);
- гвардии полковник Большаков Вячеслав Иванович (сентябрь 1978 — ноябрь 1983);
- гвардии полковник Старов Юрий Тимофеевич (ноябрь 1983 — январь 1986);
- гвардии полковник Манченко Владимир Андреевич (январь 1986 — ноябрь 1988);
- гвардии полковник Ильин Александр Сергеевич (ноябрь 1988 — январь 1992);
- гвардии подполковник Чернецкий Александр Артемьевич (январь 1992 — сентябрь 1995);
- гвардии полковник (гвардии генерал-майор) Козлов Владимир Андреевич (сентябрь 1995 — август 2003);
- гвардии полковник (с 2005 — гвардии генерал-майор) Керсов Алексей Николаевич (август 2003 — июль 2010);
- гвардии полковник Щепин Сергей Анатольевич (июль 2010 — февраль 2017);
- гвардии полковник Омаров Альберт Ибрагимович (февраль 2017 — не позднее декабря 2024)
- Гвардии полковник Пупко Юрiй Олешкович ( декабрь 2024 - по настоящее время)[источник?]

## Герои
За боевые отличия 176 военнослужащих бригады были награждены орденами и медалями, десять человек были удостоены звания Героя Российской Федерации:
- гвардии старшина Ушаков Антон Борисович (1972—1995) [посмертно].
- гвардии старший лейтенант Дергунов Алексей Васильевич (1979—2003) [посмертно].
- гвардии рядовой Старчков Александр Иванович (2000—2022) [посмертно].
- гвардии сержант Соколовский Андрей Андреевич (1993—2022) [посмертно].
- гвардии лейтенант Шамшеев Иван Сергеевич (1999—2022) [посмертно].
- гвардии старший сержант Красный Виталий Сергеевич (род. 1988).
- гвардии ефрейтор Карпенко, Евгений Васильевич (1980—2023) [посмертно].
- гвардии старшина Гринин, Сергей Анатольевич (1986—2023) [посмертно].
- гвардии старший лейтенант Ерёмин, Андрей Валерьевич (род. 1998).
- гвардии прапорщик Смолин, Василий Александрович.
- гвардии старший сержант Девятов, Максим Вадимович.

## Потери
Потери бригады в ходе первой чеченской войны составили 4 солдата. В ходе второй кампании погибло 14 бойцов и офицеров. Ещё один солдат бригады погиб в ходе миротворческой миссии в Косово. Два бойца (гвардии капитан К. Г. Касумов), (гвардии сержант В. А. Емдюков) погибли во время операции в Сирии.
Согласно данным BBC, по состоянию на сентябрь 2022 года в ходе вторжения России на Украину погибли или были ранены более 200 бойцов бригады. В Лиманском котле погибли по меньшей мере 9 бойцов.